# 沙拉邁條鰍
沙拉邁條鰍（學名：Nemacheilus saravacensis）為輻鰭魚綱鯉形目條鰍科條鰍屬的其中一種。分布於亞洲婆羅洲西部淡水流域，體長可達3.8公分，棲息在沙底質、森林覆蓋的溪流底層水域，生活習性不明。

## 扩展阅读
維基物種上的相關：沙拉邁條鰍